# Glauc (fill de Posidó)
|  | Per a altres significats, vegeu «Glauc». |

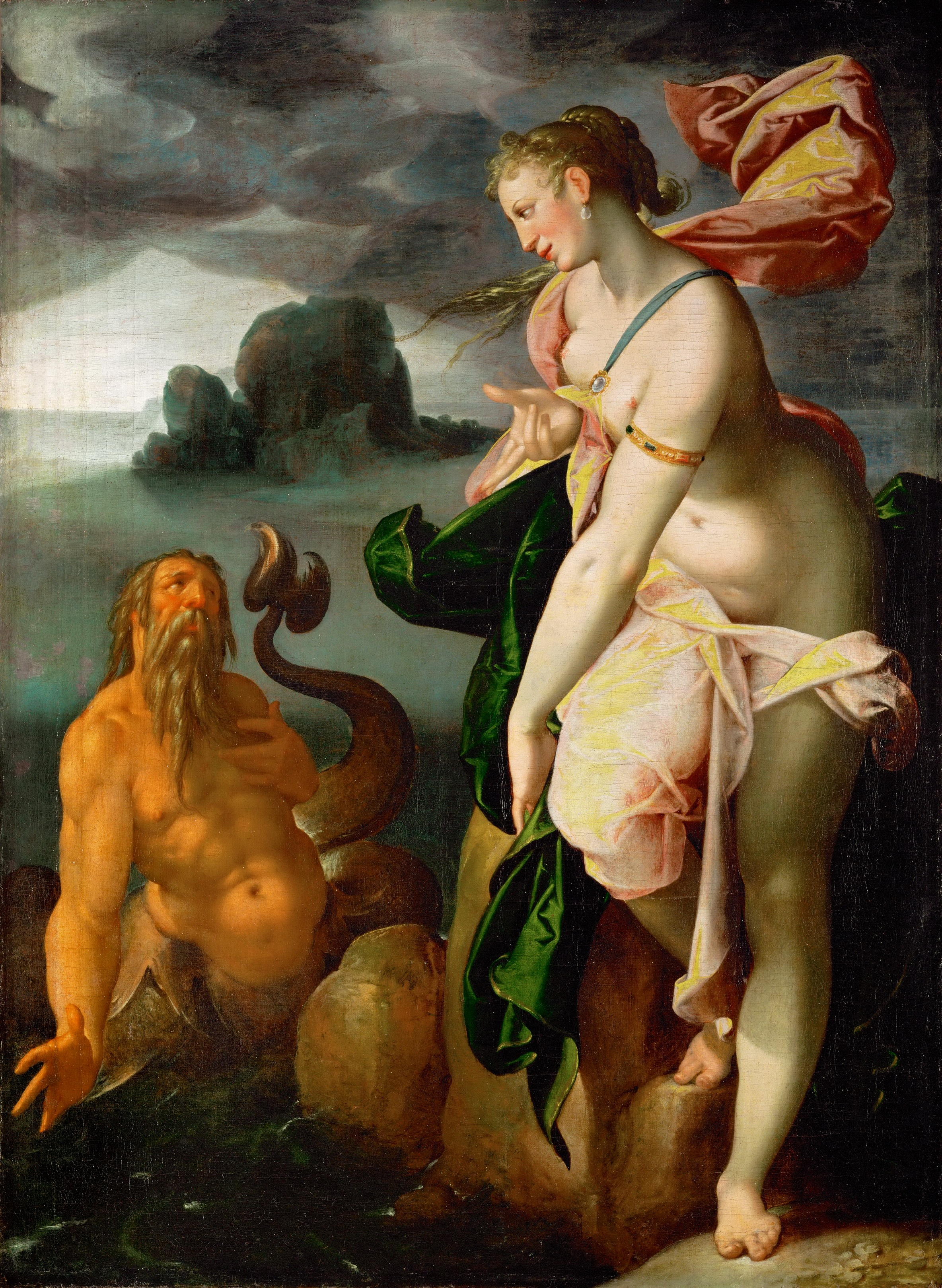
Bartholomeus Spranger, Glaucos i Escil·la, 1580-1582, Kunsthistorisches Museum (Viena)

D'acord amb la mitologia grega, Glaucos — o Glauc— (en grec antic Γλαῦκος Glaukos) va ser un pescador beoci, que, entre altres genealogies se'l fa fill de Posidó i una nàiade.
Un dia va arribar a una illa coberta de gespa i hi estengué els peixos que havia capturat. Llavors, va veure com aquests es revifaven i tornaven a l'aigua. Encuriosit, va tastar les herbes que cobrien la terra i el van transformar en immortal, i a l'instant sentí un impuls irresistible de llançar-se de cap al mar. Després de submergir-s'hi, fou acollit per Tetis i Oceà, que el van purificar de tot el que li restava de mortal i va adoptar un nou aspecte. Es van desenvolupar les seves espatlles, la part inferior del seu cos es va convertir en una cua de peix i les galtes van fer créixer una barba que recordava el bronze. Va rebre el do de la predicció, que utilitzava segons li semblava. Virgili el fa pare de la sibil·la de Cumes, que també era una profetessa. Glauc es va aparèixer a Menelau al tornar de Troia. Va acompanyar la nau Argo, i segons algunes tradicions en va ser el constructor.
El seu amor per la nimfa Escil·la va provocar la gelosia de Circe, que la transformà en monstre. Glauc també va provar de conquerir Ariadna, abandonada per Teseu a les platges de Naxos. Ella no el va correspondre, però Glauc es va unir al seguici de Dionís quan el déu va anar a prendre la jove per fer-la la seva esposa.